# S Близнецов
S Близнецо́в (лат. S Geminorum), HD 62045 — двойная звезда в созвездии Близнецов на расстоянии (вычисленном из значения параллакса) приблизительно 2890 световых лет (около 886 парсеков) от Солнца.

## История
Переменность S Gem обнаружена в 1848 году Дж. Хайндом. Дж. Баксенделл определил её период, оказавшийся равным примерно 294,15 суток.

## Характеристики
Первый компонент (CCDM J07431+2327A) — красный гигант, пульсирующая переменная звезда, мирида (M) спектрального класса M4e-M8e, или M5e, или M6-7e, или M9, или Md. Видимая звёздная величина звезды — от +14,7m до +8m. Эффективная температура — около 3288 K.
Второй компонент (CCDM J07431+2327B) — жёлтый карлик спектрального класса G. Видимая звёздная величина звезды — +11,1m. Радиус — около 1,03 солнечного, светимость — около 1,085 солнечной. Эффективная температура — около 5792 K. Удалён на 70,3 угловых секунды.